# Alexandr Batiuk
Alexandr Mijáilovich Batiuk –en ruso, Александр Михайлович Батюк– (Cherníhiv, URSS, 14 de enero de 1960) es un deportista soviético que compitió en esquí de fondo. 
Participó en dos Juegos Olímpicos de Invierno, en los años 1984 y 1988, obteniendo una medalla de plata en Sarajevo 1984, en la prueba de relevo (junto con Alexandr Zavialov, Vladimir Nikitin y Nikolai Zimiatov).
Ganó dos medallas en el Campeonato Mundial de Esquí Nórdico, oro en 1982 y plata en 1987.

## Palmarés internacional
| Juegos Olímpicos   | Juegos Olímpicos      | Juegos Olímpicos | Juegos Olímpicos |
| Año                | Lugar                 | Medalla          | Prueba           |
| ------------------ | --------------------- | ---------------- | ---------------- |
| 1984               | Sarajevo (Yugoslavia) | Medalla de plata | Relevo 4 × 10 km |
| Campeonato Mundial |                       |                  |                  |
| Año                | Lugar                 | Medalla          | Prueba           |
| 1982               | Oslo (Noruega)        | Medalla de oro   | Relevo 4 × 10 km |
| 1987               | Oberstdorf (RFA)      | Medalla de plata | Relevo 4 × 10 km |